# Голландська Ост-Індійська компанія
Голландська Ост-Індійська компанія (нід. Verenigde Oostindische Compagnie [vərˈeːnɪɣdə oːstˈɪndisə kɔmpɑˈɲi], VOC Нідерландською: [veː.oːˈseː]) — нідерландська приватна компанія з торгівлі з країнами Ост-Індії та Китаєм. Заснована в 1602 році, проіснувала до 1798 року. Здійснювала торгівлю (в тому числі чаєм, міддю, сріблом, текстилем, бавовною, шовком, керамікою, прянощами і опіумом) з Японією, Китаєм, Цейлоном, Індонезією; монополізувала торгівлю з цими країнами Тихого і Індійського океанів.

## Назва компанії, логотип і прапор
Оригінальна назва компанії нідерландською означає «Об'єднана Ост-Індійська компанія». Проте зазвичай її називають Голландською Ост-Індійською компанією, за аналогією з назвами компаній інших європейських країн, що займалися торгівлею з країнами Ост-Індії: британська Ост-Індійська компанія, французька Ост-Індійська компанія, данська Ост-Індійська компанія, португальська Ост-Індійська компанія, шведська Ост-Індійська компанія.
Монограма VOC була, можливо, першим впізнаваним у всьому світі корпоративним логотипом. Центральне місце на ньому займає велика літера «V», на її праву гілку накладена менша літера «O», на ліву — «C». Цей логотип був присутній на різних корпоративних елементах, зокрема на гарматах і монетах. Адаптованість, елегантність, гнучкість, простота, символіка й симетрія монограми-логотипу VOC забезпечили її успіх в той час, коли концепція фірмового стилю ще була практично невідомою.
Прапор компанії повторює кольори державного прапора Королівства Нідерланди й складався з трьох горизонтальних смуг червоного (верхня), білого (середня) та синього (нижня) кольорів. На білій смузі розташовувався логотип компанії.

## Історія

### Початок голландської колоніальної експансії
У роки Нідерландської революції (1568—1648), після утворення 1581 року Республіки Об’єднаних провінцій Нідерландів нова держава прагнула самостійно увійти в міжконтинентальну торгівлю спеціями. На той час торговельна система Португалії, що постачала прянощі на європейський континент, не могла збільшити обсяги операцій, щоб задовольнити зростаючий попит, зокрема, на перець.

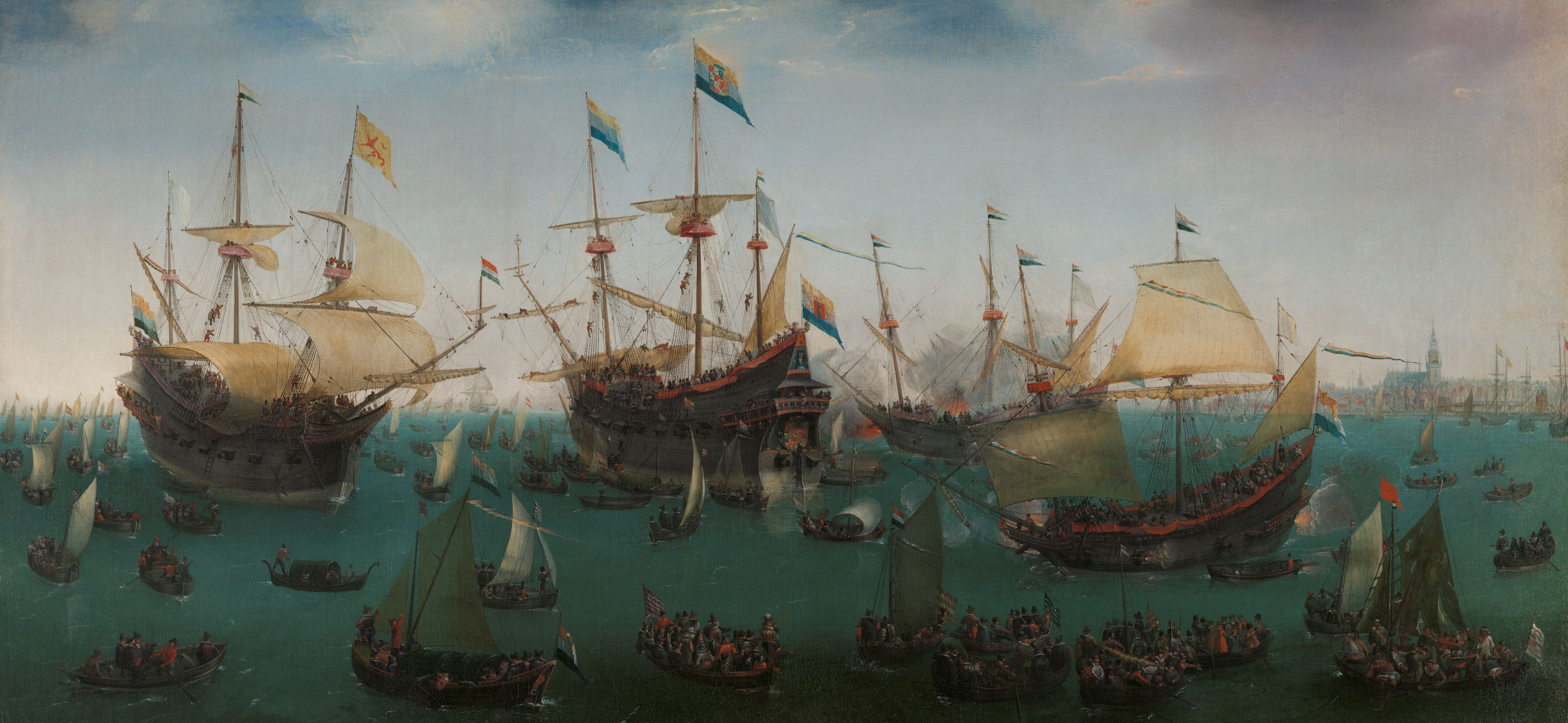
Повернення експедиції Якоба ван Нека (1599). Картина Гендрікса Врома.

Ряд голландців, як-от Ян Гюйген ван Лінсхотен і Корнеліс де Гаутман, отримали з перших рук знання про секретні португальські торгові шляхи, що забезпечували їм перевагу. Португальська корона перебувала в династичній унії з іспанською, з якою Голландія перебувала в стані війни, й це зробило Португальську колоніальну імперію зручною мішенню для голландських військових вторгнень.
1595 року чотири кораблі експедиції Гаутмана зіткнулися з португальцями та їхніми яванськими союзниками в Бантені — головному перцевому порту Західної Яви. Тоді Гаутман рушив на схід вздовж північного узбережжя Яви, втратив частину екіпажу в результаті яванського нападу, вбив місцевого правителя на острові Мадура. Наступного року він повернувся до Нідерландів з достатньою кількістю спецій, й експедиція принесла значний прибуток.
У 1598 року торгові групи-конкуренти з усіх Нідерландів відправили на схід свої флоти. Деякі з них були втрачені, але більшість експедицій були успішними й принесли високі прибутки. Флот із восьми кораблів під командою Якоба ван Нека першим із голландців досяг Молуккських островів або «Островів спецій», головного джерела перцю. Ці кораблі повернулися до Європи в 1599—1600 рр., експедиція принесла 400 відсотків прибутку. Був встановлений торговий шлях, що відрізав яванських посередників.
1600 року голландці створили антипортугальський альянс з мусульманською державою Гіту на острові Амбон. Спільними зусиллями союзники захопили португальську фортецю, й Гіту встановило контроль над островом. Голландці уклали свій перший договір з правителем Амбону, за яким отримали виключне право на закупівлю спецій, а також заснували тут свою торговельну факторію.

### Заснування Голландської Ост-Індійської компанії
На початку XVII ст. голландці захопили деякі іспанські й португальські колонії та поклали початок створенню своєї колоніальної імперії. Проте існувало багато проблем організаційного плану. На той час приватні компанії фінансували лише окремі експедиції, й після повернення кораблів проєкт закривався. Подорожі в далекі краї були ризикованою справою (на заваді стояли піратство, хвороби, корабельні аварії), а нестабільність постачання спецій робила ймовірним падіння ціни на них у будь-який момент, що ставило під загрозу прибутковість справи.
1600 року англійці, що мали такі самі проблеми, застосували новий підхід. Для контролю над постачанням вони об'єднали свої ресурси в монопольне підприємство — Ост-Індійську компанію. За прикладом британців, голландський уряд 1602 року фінансував створення власної єдиної «Об'єднаної Ост-Індійської компанії», якій також була надана монополія в азійській торгівлі. З капіталом в 6 440 200 гульденів статут нової компанії надавав право будувати форти, утримувати армію, вкладати договори з азійськими правителями. Передбачалося, що підприємство буде тривати протягом 21 року з фінансовою звітністю в кінці кожного десятиліття.
Таким чином, організована на акціонерних засадах Ост-Індійська компанія стала займатися експлуатацією голландських колоній. Вона стала «державою в державі»: мала свої війська, карбувала монету, укладала договори з іншими державами. Головними колоніями цієї компанії стали Зондські острови (нинішня Індонезія), а в навколишніх морях, в Індії, Індокитаї і Японії вона мала опорні бази.
У 1609 році голландцям вдалося витіснити своїх португальських та іспанських конкурентів з Молукки. У 1619 році вони захопили на Яві Джакарту (Батавію), пізніше перетворивши її в головний адміністративний центр своїх колоніальних володінь в Індонезії.
У 1619 році голландський флот здобув ряд перемог над англійським флотом в Сіамській і Зондській протоках, а в 1620-ті витіснив їх і з Молукки. Після цього британці зосередили свою головну увагу на Індії.
На островах компанія створювала плантації прянощів: перцю, кориці, гвоздики, мускатного горіха. На плантаціях застосовувалася праця рабів, що, втім, у той час було явищем звичайним. Для того щоб поповнити склад рабів на плантаціях острова Ява, компанія захоплювала дітей на острові Целебес. Викрадені утримувались до визначеного віку в таємних «розплідниках», а потім відправлялися на плантації.
На початку XVII ст. голландці запропонували місцевим правителям продавати їм прянощі за вищими цінами, ніж португальцям чи іспанцям. Потім вони, навпаки, прагнули зробити ці ціни максимально низькими. Зв'язки між островами могли підтримуватися лише голландськими суднами або суднами, які мали спеціальний дозвіл від них. На Молукки могли приїжджати лише голландці.
Щоб підтримувати на високому рівні ціни на прянощі, голландці безжалісно знищували частину масивів цих рослин і залишали тільки таку частину, що забезпечувала максимальний прибуток. Мало того, частина прянощів, уже доставлених в Амстердам, спалювалася відразу в порту, щоб не допустити падіння цін.
Прянощі продавалися в Європі у 8-10 разів дорожче, ніж обходилися компанії, але доходи акціонерів були не настільки великі, як можна було очікувати: у колоніях приходилося утримувати цілу армію і величезний штат чиновників. Середній дивіденд на акції становив близько 20 % річних.
Базою компанії було місто Горн.
У 1613 році голландці вигнали португальців з їх Солора форте, але подальша португальська атака призвела до другої зміни рук; після цього другий реокупації, голландці знову захопили Солор, в 1636 році.
Схід Солор, на острові Тимор, голландські успіхи були зупинені автономної і потужною групою португальських євразійців, яких називали «Topasses». Вони залишалися в управлінні торгівлі сандалу і їх спротив тривав протягом 17-го і XVIII століття, в результаті чого португальська Тимор залишається під португальською сферою управління.

### Формування, ріст і падіння

#### Роки формування
У лютому 1603 року компанія захопила корабель «Санта — Катаріна», що належав Сінгапуру. Виручка від її продажу збільшила капітал VOC більш ніж на 50 %.
У тому ж році у м. Бантен був заснований перший постійний голландський торговий пост в Індонезії. У 1611 році — у Західній Яві, у Джакарті (пізніше «Батавія», потім «Джакарта»). У 1610 році у VOC була заснована посада генерал-губернатора, щоб твердіше контролювати свої справи в Азії. Для того, щоб консультувати і контролювати його була створена Рада Індії (Raad van Indië). Генерал-губернатор фактично став головним адміністратором діяльності VOC в Азії.
Штаб-квартира VOC знаходилася в м. Амбон (1610—1619), але це місце не було задовільним. Хоча це було в центрі області виробництва спецій, воно було далеко від азійських торгових шляхів та інших смуг-областей діяльності, починаючи від Африки до Індії та Японії. Протоки Малакки були стратегічними, але стали небезпечними після португальського завоювання, з урахуванням жорсткої конкуренції з боку китайських і англійських торговців.
У 1604 році, другому плаванні англійська Ост-Індійська компанія під командуванням сера Генрі Міддлтона досягла таких островів: Тернате, Тідоре, Амбон і Банда; в Банлі вони зіткнулися з ворожістю VOC, яка могла стати початком англо-голландської конкуренції за доступ до спецій. З 1611 по 1617 рік англійці встановили торгові пости у Сандакані (пд-зх Калімантан), Макассарі, Джакарті і Джепарі в Яві, в Ачесі, Паіамані та Джамбі в Суматрі, що загрожувала голландській монополії на торгівлю Ост—Індії.
Дипломатичні угоди в Європі в 1620 році відкрили період співробітництва між голландцями та англійцями у торгівлі прянощами. Це закінчилося сумно відомим, але спірний інцидентом, відомий як «Амбонська різанина» (Amboyna massacre), де були заарештовані десять англійців, катовані і обезголовлені за змову проти уряду Нідерландів. Хоча це викликало обурення в Європі і дипломатичну кризу, англійці спокійно залишили більшість своєї індонезійської діяльності (за винятком торгів в Бантені) і зосередилися на інших азійських інтересах.

#### Зростання
В 1619 Ян Пітерсзоон Кун був призначений генерал-губернатором VOC. Він бачив можливість VOC стати азійським політичним і економічним інструментом впливу. З 30 травня 1619 року, Кун, спираючись на силу дев'ятнадцяти кораблів, штурмували Джакарту, витісняючи сили Бантену. У 1620-х роках майже всі корінне населення островів Банди було викрадене, знищене голодною смертю, або убите в спробі замінити їх голландськими плантаціями. Ці плантації використовувалися для вирощування гвоздики і мускатного горіха на експорт. Кун сподівався переселити велику кількість голландських колоністів в Ост-Індію, але реалізація цієї політики не матеріалізувалися, в основному тому, що далеко не всі голландці були готові виїхати в Азію.
Інший задум Куна був більш успішним. Одна з основних проблем в європейській торгівлі з Азією в той час було те, що європейці могли б запропонувати лише кілька товарів. Тому європейські торговці повинні були платити за спеції дорогоцінними металами, які були в дефіциті в Європі (за винятком Іспанії та Португалії). Голландці і англійці повинні були отримати його шляхом створення торгового балансу з іншими європейськими країнами. Коен побачив очевидне рішення проблеми: почати інтро-азійську торговельну систему, чий прибуток може бути використаний для фінансування торгівлі спеціями з Європою. У довгостроковій перспективі це усунуло необхідність експорту дорогоцінних металів з Європи, хоча спочатку потрібно було сформувати великогий торговий капітал фонду в Індії. VOC реінвестувати більшу частку свого прибутку з цією метою в період до 1630 року.
VOC торгував по всій Азії. Судно вирушало в Батавію з Нідерландів, доставляло поставки для населених пунктів VOC в Азії. Срібло і мідь з Японії використовувалися для торгівлі шовком, бавовною, порцеляною й текстилем з Індією і Китаєм. VOC також сприяло впровадженню європейських ідей і технологій в Азію. Компанія підтримала християнських місіонерів і торгувала сучасними технологіями у Китаєм і Японією. Більш мирний VOC пост торгівлі у Дедзіма (штучний острів біля берегів Нагасакі) був більше двох сотень років єдиним місцем, де європейцям було дозволено торгувати з Японією. Коли VOC намагалися мілітаризувати сили династії Мін, щоб відкрити Китай для голландської торгівлі. Китайці перемогли голландців у війні над островами Пенху у 1623—1624 роках і змусили VOC відмовитися Пенху на Тайвані. Китайці знову перемогли VOC в битві при Лаолуойській затоці в 1633 році.
В'єтнамці перемогли VOC у битві 1643, підірвали голландський корабель. Камбоджійці зазнали поразки у війні з VOC 1643—1644 рр. по річці Меконг.
У 1640 році VOC отримав порт Галле, у Цейлоні, від португальців і порушив монополію останніх на торгівлю корицею. В 1658 Джирард Піетерсс обложив Коломбо, який був захоплений за допомогою короля Раджасинга II Канді. До 1659 року португальці були вигнані з прибережних районів, які потім були зайняті в VOC, закріпивши за нею монополію на корицю. Щоб запобігти повторному завоюванню португальцями або англійцями Шрі-Ланку, VOC продовжувала підкорювати все узбережжя Малабар від португальців, майже повністю виганяючи їх з західного узбережжя Індії. Коли новина про мирну угоду між Португалією та Нідерландами досягла Азії в 1663 році, Гоа залишився єдиним португальським містом на західному узбережжі.
У 1652 році Ян ван Ребек встановив заставу на мисі Доброї Надії (південно-західній частині Африки, тепер Кейптаун, Південна Африка), знову відновив постачання VOC до Східної Азії. Цей пост торгівлі пізніше став повноцінною колонією, Капською колонією, коли більше голландців та інші європейці почали селитися там.
Торгові пости VOC це були також створені в Персії, Бенгалії, Малаці, Сіамі, Кантоні, Формозі (нині Тайвань), а також на узбережжя Малабар і Коромандель в Індії. У 1662 році, однак, голландці були вигнані з Тайваню.
1663 року VOC підписали «Пайнанський Договір» з декількома місцевими лордами в області Пайнан, які були проти Тадж уль-Алама, султана Ачех. За договором вирішено побудувати торговий пост в цій області і в підсумку монополізувати торгівлю там, особливо торгівлю золотом
У 1669 році VOC була найбагатшою приватною компанією в світі, з більш ніж 150 торговими суднами, 40 військовими кораблями, 50 000 співробітників, приватною армією із 10 000 солдатів і виплатою дивідендів в розмірі 40 % від початкових інвестицій.
Багато співробітників VOC змішалися з корінними народами і розширили населення Індії в доколоніальній історії.

#### Переорієнтація
Близько 1670 року дві події викликали зростання торгівлі VOC. Насамперед дуже вигідна торгівля з Японією почала зменшуватися. Втрата форпосту на Формозе Коксинга в 1662 Осаді Форт Зеландія і пов'язані з ними внутрішні негаразди в Китаї (де династія Мін була бути замінена династією Цин) поклали кінець шовкової торгівлі після 1666.
Хоча VOC замінила бенгальський шовк китайським, інші сили вплинули на постачання японського срібла і золота. Сьогунат прийняв ряд заходів по обмеженню експорту цих дорогоцінних металів, в процесі обмежуючи можливостей VOC для торгівлі і сильно погіршуючи умови торгівлі. Тому, з 1685 року Японія перестала функціонувати як сполучна ланка в інтра-азійській торгівлі.
Ще більш важливим є те, що Третя англо-голландська війна тимчасово перервала торгівлю VOC з Європою. Це викликало сплеск цін на перець, який змусив англійську Ост-Індійську компанію (EIC) агресивно вийти на цей ринок в найближчі роки після 1672 року. Раніше один з догматів VOC цінової політики був невеликий надлишок перцю ринку, щоб знижувати ціни нижче рівня, де непрохані конкуренти покидають ринок (замість того, щоб прагнути до короткострокової максимізації прибутку). Мудрість такої політики була продемонстрована, коли розпочалась запекла цінова війна з EIC; компанія заполонила ринок із новими постачаннями з Індії. У цій боротьбі за частку ринку, VOC (який мав набагато більші фінансові ресурси) могла б перечекати EIC. Дійсно, 1683, остання була близька до банкрутства; ціна її акцій впала з 600 до 250; і її президент Джозі Чайлд був тимчасово змушений відмовитися від посади
Проте, інші компанії, як-от французька Ост-Індійська компанія і датська Ост-Індійська компанія також почали робити набіги на голландську систему. Тому VOC закрили досі процвітаючу торгівлю перцем. Крім того, на Коромандельському узбережжі, вона перемістила свій головний опорний пункт від Пулікату до Негапатнаму, щоб забезпечити монополію на торгівлю перцю на шкоду французам і данцям. Проте, важливість цих традиційних товарів в Азійсько-європейської торгівлі швидко зменшувалася в той час. Військові витрати VOC для поліпшення своєї монополії були виправдані збільшенням прибутку торгівлі.
VOC прийняла стратегічне рішення, щоб поліпшити своє військове становище на узбережжі Маллабар (сподіваючись тим самим зменшити англійський вплив в цій області, і покласти край виснаженню її ресурсів): використовуючи силу, змусила Заморін визнати голландське панування. У 1710 році Заморін підписав договір з підприємством VOC торгувати виключно з VOC і вигнати інших європейських трейдерів. За короткий час, це посприяло поліпшенню перспектив компанії. Проте, в 1715 році, із заохочення EIC Заморін відмовився від договору. Хоча нідерландський армії вдалося придушити це повстання тимчасово, але Заморін продовжував торгувати з англійцями і французами, що призвело до помітного підйому на англійській і французькій торгівлі. VOC вирішила в 1721 році, що він більше не має сенсу намагатися здобути монополію перцю і спецій на Малабар. Було прийнято стратегічне рішення зменшити кількість голландського війська і фактично дати площу для впливу EIC.
У битві під Колашелом 1741року воїни Траванкора перемогли голландців. Голландський командир капітан Юстачіус Де Ланна був узятий в полон. Мартанда Варма погодився помилувати життя голландського капітана за умови, що він та його армія навчених солдат приєднаються до них. Ця поразка в траванкорсько-голландській війни вважається найбільш раннім прикладом організованої азійської могутності, що долає європейську військову техніку і тактику; і це ознаменувало зменшення голландської влади в Індії.
Спроба продовжити як і раніше з низьким обсягом продукції і високим прибутком у бізнесі з монополією в торгівлі прянощами не вдалася. Компанія брала приклад зі своїх європейських конкурентів у диверсифікації інших азійських товарів, як-от чай, кава, бавовна, текстиль, цукор. Ці товари забезпечили нижчу норму прибутку і, отже, потрібен більший обсяг продажу, щоб отримувати таку ж кількість доходів. Ця структурна зміна в товарній структурі торгівлі VOC почалася на початку 1680-х, після того, як тимчасовий колапс EIC 1683 дав прекрасну можливість вийти на ці ринки. Фактична причина зміни полягає, однак, у двох структурних особливостях цієї нової епохи.
По-перше, там було революційна зміна смаків, що вплинула на європейський попит на азійський текстиль, каву і чай, на рубежі 18-го століття. По-друге, нова ера при надлишку капіталу та низьких процентних ставках раптово відкрилася в цей час. Другий фактор дозволив компанії легко фінансувати свою експансію в нових галузях торгівлі. Між 1680 і 1720-х років, VOC була тому в змозі обладнати флот та помітного розширити його, а також придбати велику кількість дорогоцінних металів для фінансування покупки великої кількості азійських товарів, для відправки до Європи. Загальний ефект був приблизно вдвічі більший за розмір компанії.
Тоннаж суден було збільшено на 125 відсотків в цей період. Проте, виручка від продажу товарів, що висадилися в Європі зросла лише на 78 відсотків. Це відображає основні зміни обставин VOC, які мали місце: вона розпочала працювати на нових ринках товарів з еластичним попитом, у якому він повинен був конкурувати на рівних з іншими постачальниками. Це зроблено для низького прибутку.
Низькі прибутку самі по собі не пояснюють погіршення доходів. В значній мірі витрати на експлуатацію VOC мали фіксований характер (військові установи; підтримання флоту тощо). Рівень прибутку міг би бути збереженим, якби були збільшені масштаби торгових операцій, які фактично мали місце. Однак, незважаючи на те, що великі кораблі перевозили зростаючий обсяг товарів, продуктивність праці значно не підвищувалися. В цілому накладні витрати компанії зросли в ногу із зростанням обсягу торгівлі; зниження валового прибутку переведені безпосередньо в зниження прибутковості інвестованого капіталу. Епоха експансії була однією з «безприбуткового зростання».
Зокрема: «довгостроковий середній річний дохід в VOC в 1630-70 роках „Золотого віку“ був в 2,1 мільйона гульденів, з яких трохи менше половини була розподілена як дивіденди, а решта реінвестувалась. Довгостроковий середній річний дохід у „Вік експансії“ (1680—1730) склав 2,0 млн гульденів, з яких три чверті були розподілені як дивіденди і одна чверть реінвестується. В більш ранній період прибуток був в середньому 18 % від загального обсягу доходів; в останній період — 10 % річних. Повернення інвестованого капіталу в більш ранній період склав близько 6 відсотків, а в другому періоді, 3,4 відсотка».
Проте, в очах інвесторів робота VOC була непоганою. Ціна акцій коливалася послідовно навколо 400 позначки з середини 1680-х (виключаючи періоду навколо Славної революції в 1688 році), і вони досягли рекордно високого рівня в розмірі близько 642 в 1720.

#### Занепад і падіння
Однак потім VOC ставала все менш успішною. П'ять основних проблем, не всі однакової ваги, можуть бути використані для пояснення погіршення протягом наступних п'ятдесяти років до 1780 року.
- У внутрішньо-азійської торгівлі через зміни в азійському політичному та економічному середовищі була стійка ерозія. Ці чинники поступово витісняли VOC з Персії, Суратти, узбережжя Малабар і Бенгалії. Компанія повинна була обмежити свої операції. Обсяг внутрішньо-азійської торгівлі та її рентабельність довелося зменшити.
- Те, як компанія була організована в Азії (централізована, з центром у Батавії), спочатку мало переваги в процесі збору інформації на ринку. Але це стало спричиняти недоліки у 18-м столітті, через неефективність першого судноплавного шляху у цю центральну точку. Цей недолік найбільш гостро відчувався в торгівлі чаєм, де конкуренти, як-от EIC і Ostend Company постачали товар безпосередньо з Китаю в Європу.
- «Продажність» персоналу (наприклад, корупція чи невиконання обов'язків), було проблемою для всіх Ост-Індійських компаній в той час, та, мабуть, VOC страждала від цього в більшому масштабі, ніж її конкуренти. У той же час, і компанія не була хорошим роботодавцем: зарплати були низькими, приватна торгівля була офіційно не дозволеною. Тож не дивними є широко поширені у 18-му столітті збитки діяльності компанії через працівників.
- Наступна проблема полягала в тому, що у VOC (як і в інших компаніях) були високі показники смертності та захворюваності серед співробітників. Це зменшувало кількість працівників і сіяло паніку.
- Самостійно нанесені рани були дивідендною політикою VOC. Дивіденди, що розподіляли у компанії перевищили надлишок, отриманий в Європі за десять років. Однак, в період до 1730 року директори ресурсів Азії нарощували торговий капітал там. Консолідована бухгалтерія, ймовірно, показала б, що загальний прибуток перевищив дивіденди. Крім того, між 1700 і 1740 роками компанія відставила 5,4 млн гульденів довгострокової заборгованості. Таким чином, компанія все ще була на міцній фінансовій основі в ці роки. Це змінилося після 1730 року. У той час як прибуток впав, дивіденди лише незначно знизилися від колишнього рівня. Розподілені дивіденди більші, ніж прибуток в кожному десятилітті. Для досягнення цієї мети, азійський капітал повинен був бути списати 4 мільйони гульденів між 1730 і 1780 роком, і ліквідований капітал в Європі скоротився на 20 мільйонів гульденів в той же період. Тому керівники були змушені поповнювати ліквідованість компанії, вдаючись до короткострокового фінансування з попереджувальних кредитів, забезпечених очікуваних доходів від домашніх флотів.

Незважаючи на все це, VOC в 1780 році залишалася величезним підприємством. ЇЇ капітал в республіці, що складався з суден і товарів в інвентарі, склав 28 мільйонів гульденів; її капітал в Азії, що складався з торгового фонду рідини і товарів по шляху в Європу, склав 46 мільйонів гульденів. Загальна сума капіталу, за вирахуванням заборгованості, склав 62 мільйони гульденів. Перспективи компанії не були безнадійними. Однак, потім втрутилася Четверта англо-голландська війна. Британські напади в Європі і Азії скоротили флот VOC наполовину, був втрачений цінний вантаж. Прямі втрати летких органічних сполук складали приблизно 43 мільйони гульденів. Кредити, взяті щоб зберегти компанію, скоротили чисті активи до нуля.
З 1720 року на ринку Індонезії зменшився обсяг цукру через посилення конкуренції з боку дешевого цукру з Бразилії. Європейські ринки стали насиченими. Десятки китайських торговців цукру збанкрутували, що призвело до масового безробіття, яке, в свою чергу, призвело до утворення багатьох банд безробітних. Голландський уряд в Батавії неадекватно реагував на ці проблеми. У 1740 році чутки про депортацію банди з району Батавія призвели до численних заворушень. Голландські військові обшукували будинки китайців в Батавії у пошуках зброї. Коли будинок поруч випадково загорівся, військові і збіднілі громадяни почали забій худоби і розграбування китайської громади. Ця різанина була досить серйозною, тому VOC вперше за свою історію почала офіційне розслідування.
Після Четвертої англо-голландської війни, VOC стала фінансовою руїною і, після марних спроб провінційних держав Голландії і Зеландії реорганізувати її, була націоналізована 1 березня 1796 року новою Республікою Батавіан. ЇЇ статут був оновлений кілька разів, але дозвіл закінчився 31 грудня 1799 року. Значна частина майна колишньої VOC були згодом передані Великій Британії під час наполеонівських воєн. Після утворення Об'єднаного Королівства, частина була відновлена в правонаступниці старої голландської республіки за Англо-голландським договором 1814 року.

## Організаційна структура
VOC, як правило, вважається першою в світі по-справжньому транснаціональною корпорацією, вона також була першим багатонаціональним підприємством, що випустило акції для громадськості. Деякі історики, як-от Тімоті Брук і Расселл Шорто розглянути VOC як новаторську корпорації в першій хвилі епохи корпоративної глобалізації. VOC була першою багатонаціональною корпорацією, яка працювала офіційно на різних континентах, як-от Європа, Азія і Африка. Хоча VOC в основному працювала в тому, що пізніше стало голландською Ост-Індією (сучасна Індонезія), компанія також мала важливі операції в інших місцях. Вона використовувала людина з різних континентів і походження в одних і тих же функціях і робочих середовищ. Хоча це була голландська компанія, серед її співробітників були не тільки нідерландці, а й багато німців, та представників із інших країн. Також VOC широко використовувала місцевих азійських жителів для праці. У результаті працівники різних відділень складалися з європейців та азійців. Азійські та європейські робочі могли бути використані як матроси, солдати, письменники, теслі, ковалі, або як прості некваліфіковані робітники. На піку свого існування у VOC було 25 000 співробітників, що працювали в Азії і 11 000, що були в дорозі. Крім того, в той час як більшість його акціонерів були голландці, приблизно чверть з початкових акціонерів були із Зюйд-Нідерландів (області, яка охоплювала сучасну Бельгію і Люксембург), і там були також кілька десятків німців.
У VOC було два типи акціонерів: учасники, які можуть розглядатися як некеруючі члени та 76 директорів (згодом скорочені до 60), які виступали в ролі керуючих. Це була звичайна установка для голландських акціонерних товариств, того часу. Крім того, VOC була компанією з обмеженою відповідальністю. Також, капітал був постійним протягом всього терміну служби компанії. Як наслідок, інвестори, які хотіли б ліквідувати їх, могли зробити це тільки за рахунок продажу інших їх частокана Амстердамській фондовій біржі. Плутанина або замішання, діалог, в 1688 році сефардського єврея Жозефа де ла Вега Аналізуються роботи цього один-фондовій біржі.
VOC складалася з шести «камер» (Kamers) у портових містах: Амстердам, Делфт, Роттердам, Енкхеізен, Міддельбург і Хорн. Делегати цих «камер» були відібрані з керуючого класу акціонерів.
Підвищення капіталу в Роттердамі проходило не так гладко. Значна частина походила від жителів м. Дордрехт. Незважаючи на те, що ця частина не підтримувала стільки капіталу, як Амстердам або Міддельбург, Енкхеізен мав найбільший внесок в акціонерний капітал VOC. При перших 358 акціонерах було багато дрібних підприємців, які наважилися взяти на себе ризик. Мінімальна сума інвестиції в VOC була 3000 гульденів, що було в межах коштів багатьох торговців.
Серед ранніх акціонерів VOC іммігранти відіграли важливу роль. Серед 1143 претендентів було 39 німців і не менше 301 жителів з Південної Голландії (з яких Ісаак Лемер був найбільшим вкладом: ƒ85,000). Загальна капіталізація VOC була в десять разів більшою, ніж у його британського конкурента.
Делегати «камер» провели 6 років в Амстердамі і 2 роки в Міддельбурзі. Вони визначили загальну політику VOC і розділили завдання між палатами. «Камери» проводили всі необхідні роботи, будували свої власні кораблі і склади і торгували товарами. Вони послали капітанів суден з великими інструкціями по маршруту для навігації, по переважаючих вітрах, по течіях, мілинах і визначних пам'ятках. VOC також робила свої власні діаграми.
У контексті голландської-португальської війни компанія створила свою штаб-квартиру в Батавії, Яві (нині Джакарта, Індонезія). Інші колоніальні форпости були також створені в Ост-Індії, наприклад, на Молуккських островах, до яких належить Бандатський острів, де VOC насильно підтримувала монополію на мускатний горіх і булави. Серед методів, які використовуються для підтримки монополії були вимагання і насильницьке придушення корінного населення, в тому числі масові вбивства. Крім того, представники VOC іноді використовують тактику спалювання пряних дерев, щоб змусити корінне населення вирощувати інші культури, таким чином, штучно скорочуючи постачання таких спецій як мускатний горіх і гвоздика.

### Форпости VOC
Організація і керівні структури змінювалися в міру необхідності в різних форпостах VOC: «Opperhoofd» це голландське слово, що буквально означає «вищий вождь». У цьому контексті слово є губернаторським титулом (схожим з англійським «Chief») для головного виконавчого директора голландського заводу.

### Рада юстиції в Батавії
Радою юстиції в Батавії був апеляційний суд для всіх інших посад VOC.

## Акціонерна діяльність у VOC і зачатки сучасного корпоративного управління
Голландські підприємці сімнадцятого століття, особливо VOC-інвестори, можливо, були першими письмово згаданими інвесторами в історії Ісаак Лемер, якого часто називають першим письмово згаданим продавцем був також акціонером VOC. У 1609 році він скаржився на погане корпоративне управління VOC. З 24 січня 1609 року Лемер подав петицію проти VOC, відзначаючи перший записаний акціонерний активізм. Лемер офіційно пред'явив звинувачення в тому, що рада директорів VOC прагнули «зберегти чужі гроші довше або використовувати їх, не за бажаннями власників» і клопотав про ліквідацію VOC відповідно до стандартної ділової практики. Але, оскільки його пакети акцій не супроводжувався більшою силою голосу, Лемер незабаром був витіснений іншими губернаторами в 1605 році за звинуваченням у розкраданні, і був змушений підписати угоду, щоб не конкурувати з VOC. Зберігши акції компанії після цього інциденту, в 1609 році Лемер стане автором того, що відзначається як «першу записану петицію щодо адвокатури акціонерів в публічній компанії».

## Історична роль і спадщина
Що стосується важливості VOC в глобальній корпоративній історії, австралійський журналіст Х'ю Едвардс (1970) пише: «VOC була найбільш потужним єдино-комерційним підприємством за всю історію. General Motors, British Tobacco, Ford, The Shell Company, Mitsubishi, Standard Oil — будь-який з цих гігантських холдингів сьогодні знаходяться на рівні сільських шевців, порівняно з потугою і силою і впливом, яким орудувала VOC» У своїй книзі «Амстердам: Історія найбільш ліберального міста в світі» (2013), Расселл Шорто підсумовує велич VOC пише: «VOC мала вплив, обсяг якого важко зрозуміти. Можна було б впевнено заявити, що жодна компанія в історії не мала такого впливу на світ. Її вцілілі архіви — в Кейптауні, Коломбо, Ченнаї, Джакарті, і Гаазі вимірювалися в кілометрах (консорціумом претендує на грант ЮНЕСКО, щоб зберегти їх). VOC незліченними способами розширила світ і об'єднала свої численні віддалені райони разом. Вона познайомила Європу з Азією та Африкою, і навпаки. Вона стала першою глобалізації і винайшла те, що могло б бути першою сучасною бюрократією. Вона висунула ідею картографії і суднобудування.»
Компанія була, можливо, першою мега-корпорацією світу, володіючи урядовими силами, в тому числі здатністю вести війну, ведення переговорів договорів, запроваджувати монетні гроші і встановити колонії. Багато економічних та політичних істориків вважають VOC найціннішою, потужною і впливовою корпорацією в світовій історії.
VOC проіснувала майже 200 років з моментом свого заснування в 1602 році, коли Генеральні штати Нідерланди отримали її 21-річну монополію на голландські операції в Азії аж до своєї кончини в 1796 році протягом цих двох століть (між 1602 і 1796 рр.), VOC послала майже мільйон європейців працювати в торгівлі Азії на 4,785 суднах. Натомість уся решта Європи відправила тільки 882412 людей з 1500  до 1795 років, і флот Англійської (пізніше Британської) Ост-Індійської компанії, найближчий конкурент VOC, мав загальний 2690 кораблів, що становило одну п'яту тоннажу вантажів, що перевозила VOC. VOC користувалася величезними прибутками від своєї монополії спецій протягом більшої частини XVII століття.
Компанія також розглядається багатьма як перша і найбільша корпорація в історії. Території VOC були навіть більшими, ніж у деяких країн. До 1669 році VOC була найбагатшою компанією в світі, з більш ніж 150 торговими суднами, 40 військовими кораблями, 50 000 співробітників, приватною армією 10 000 солдатів і виплатою дивідендів в розмірі 40 % від початкових інвестицій.

### Інституційні інновації та внесок в історію бізнесу
VOC відігравала вирішальну роль в підвищенні корпоративної глобалізації, корпоративного управління, корпоративної ідентичності, корпоративної соціальної відповідальності, корпоративних фінансів, підприємництва та фінансового капіталізму. Під час свого золотого віку, компанія зробила ряд фундаментальних інституційних інновацій в економічній і фінансовій історії. Ці фінансово революційні нововведення дозволили компаніям мобілізувати фінансові ресурси з великого числа інвесторів і створити підприємства в масштабах, які раніше були можливі тільки для монархів. Народження VOC часто вважається офіційним початком епохи глобалізації зі зростанням сучасних корпорацій, послідовно об'єднаних політико-економіко-еколого-культурних сил, які суттєво впливають на життя людей у всіх куточках світу. Це була перша в світі публічна компанія, яка насправді випускала акції та облігації для широкої публіки. Розглянута багатьма експертами як перша в світі по-справжньому багатонаціональна корпорація, VOC була також першою постійно організовано-обмеженою відповідальністю акціонерного товариства, з постійною капітальною базою. В VOC акціонери були піонерами, заклавши основу сучасного корпоративного управління і корпоративних фінансів.
З його новаторськими функціями, як-от корпоративна ідентичність, підприємницький дух, правова особистість, транснаціональність операційної структури, висока стабільна рентабельність, постійний капітал (основний капітал), акції, що вільно обертаються і цінні папери, поділ власності і управління, а також обмежена відповідальність для акціонерів і менеджерів, VOC, як правило, вважається одним з основних інституційних проривів і моделлю для великих підприємств, які в даний час домінують у світовій економіці.
VOC був рушійною силою зростання Амстердама як першої сучасної моделі міжнародних фінансових центрів, які в даний час домінують у світовій фінансовій системі. Протягом XVII століття, і великої частини XVIII століття, Амстердам був найбільш впливовим і потужним фінансовим центром світу. VOC також відігравав важливу роль в створенні першого в світі повністю функціонуючого фінансового ринку із повноцінним ринком капіталу. Голландці були також першим, хто почали ефективно використовувати повноцінний ринок капіталу (в тому числі на ринку цінних паперів і фондового ринку) для фінансування компаній (наприклад, VOC і WIC). У XVII столітті в Голландській республіці ринок глобальних цінних паперів почав набувати сучасної форми.
У 1602 VOC встановила обмін в Амстердамі, де її акції та облігації могли бути продані на вторинному ринку. VOC провела перший письмово зафіксований IPO в тому ж році. Голландська Ост-Індійська компанія (VOC) стала першою компанією, яка запропонувала ділитися акціями. Дивіденд був у середньому близько 18 % капіталу протягом 200 років існування компанії.
Створення Голландською Ост-Індійською компанією (VOC) Амстердамської фондової біржі (1602), вже давно визнана в ролі походження сучасних фондових бірж, які спеціалізуються на створенні та підтримці вторинних ринків цінних паперів, випущених корпораціями. Голландські інвестори були першими на регулярній фондовій біржі. Процес купівлі і продажу цих акцій, які перебувають в VOC стала основою першого офіційного фондового ринку в історії. Саме в Голландській республіці були розроблені перші методи маніпулювання фондовим ринком.

### Вплив Золотого віку на голландське мистецтво
З 1609 VOC мала торговий пост в Японії (Hirado, Nagasaki), який використовував місцеву газету для своєї власної адміністрації. Папір також продавався в інших торгових постах VOC, навіть у Голландській республіці. Вражаючі картини голландського художника Золотого віку Рембрандта були зроблені на японському папері. З приблизно 1647 року Рембрандт прагне все більше і більше ввести зміни в свої роботи, використовуючи різні види паперу і регулярно друкує більшість своїх пластинок на японському папері. Японські типи паперу привертають увагу теплим жовтуватим кольором. Вони часто гладенькі, в той час як західна папір має більш шорстку і матову поверхню. Крім того, імпортовані китайські порцелянові вироби часто зображуються в багатьох голландських жанрових картинах Золотого століття, особливо в картинах Яна Вермеєра.

### Ролі у світовій економіці та міжнародних відносинах
Розглянутий багатьма політичними та економічними істориками як автономна квазі-держава в іншій державі, VOC протягом майже 200 років свого існування, була ключовим (недержавний) гравцем в Азії, пов'язаним з торгівлею і політикою. Більше, ніж просто чиста багатонаціональна торгова компанія, VOC (хоча й фінансувалася приватно) була всесвітньою мережею уряду Голландської республіки. Компанія була більше неофіційними представником Генеральних штатів Сполучених провінцій в міжнародних відносинах Голландської республіки з багатьма державами, особливо англо-азійськими.
VOC мала насіннєвий вплив на історії деяких країн і територій, як-от Нью-Йорк, Індонезія, Австралія, Нова Зеландія, Південна Африка, Тайвань і Японія.

### Внесок в епоху Великих географічних відкриттів
Голландська Ост-Індійська компанія (VOC) також була головною рушійною силою Золотого століття голландської розвідки і відкриттів (близько 1590 року — 1720 рік). Розвідувальні плавання (наприклад, на чолі з Янсзоном (Duyfken), Генрі Хадсоном (Halve Maen) і Абелем Тасманом), які фінансувала VOC відкрили в основному невідомі цивілізованому світу землі. Крім того, в Золотий вік нідерландської картографії (близько 1570—1670 рр.), навігатори та картографи VOC допомогли формуванню сучасної географії та картографії світу, якими ми їх знаємо сьогодні.
Критика
Незважаючи на історичні досягнення і внесок VOC, компанію давно критикують за абсолютну комерційну монополію, колоніалізм, експлуатацію (в тому числі використання рабської праці), работоргівлю, застосування насильства, руйнування навколишнього середовища (в тому числі лісів), і надмірно бюрократичну організаційну структуру.

### Культурні згадки, пов'язані з VOC
- Батавія: корабельна аварія на Хоутман Аброльос в 1629, відома заколотом та різаниною, які мали місце серед тих, що вижили.
- Летючий Голландець: легендарний корабель-привид в декількох морських міфів, ймовірно, походять від золотого віку VOC
- Hansken: азійська слониха з голландського Цейлону. Молода Hansken була доставлений в Амстердам в 1637 році, на борту судна VOC. Голландський художник Рембрандт зробив деякі історичні малюнки Hansken.
- Батавія, VOC: 1650—1660-ті роки — картини сцен з повсякденного життя голландського Золотого століття художник Андріс Бікмаєв, один з небагатьох художників, що побували у VOC у 17-му столітті.
- Космос. Особиста подорож: в 6-му епізоді популярного документального серіалу Cosmos (1980), американський астроном Карл Саган, який також слугував як приймаюча сторони, бачив подорож до Юпітера і Сатурна, і порівняв ці події з пригодницьким духом голландського Золотого століття дослідників (в тому числі і навігаторів в VOC).
- «Китайсько-голландська війна 1661» (2000) китайський історичний фільм-драма. Фільм за мотивами життя Коксинга (Чженченгун) і фокусується на його боротьбі із VOC за контроль Голландської Формози в облозі Форту Zeelandia.
- Дванадцять друзів Оушена (2004): американська комедія, натхненна історичною повістю про VOC IPO і перші акції в історії торгівлі.
- «Тисяча осеней Якоба де Зута» (2010) — історичний роман британського письменника Девіда Мітчелла.
- «Острів мого батька: героїчна подорож Абеля Тасмана» (2012) книга Крістобел Меттінглі, написана від імені молодої дочки Тасмана, Клайсген.
- «Цар-тесля»: культурне зображення царя Петра І в його таємний візит до Голландської республіки в складі місії Великого посольства (1697—1698). Коли Петро I хотів дізнатися більше про морські сили голландської республіки, він прийшов вчитися судноводіння, суднобудування і теслярству в Амстердамі і Занде (Саардам). Через агентство Ніколаса Вітсена, мер Амстердама і експерт по Росії, цар Петро I працював теслею судна в верфях VOC в Голландії.
- Мегакорпорація або мега-корпорація: квазі-художній термін/поняття, що походить від комбінації префікса мега- зі словом корпорації, можливо, натхненні історією VOC. Це відноситься до корпорації, яка є потужним конгломератом, що володіє повноваженнями і проведенням монопольного контролю над ринками.
- Теорія чорного лебедя: метафора чи метатеорія науки, популяризована Нассимом Ніколасом Талебом. Можливо, вона придумана під натхненням відкриття Віллема де Вламінка (першого відомого європейця, щоб спостерігав і описував чорних лебедів у Західній Австралії).

### Нехудожні твори, що стосуються історії VOC
1. Х'ю Едвардс, «Острів розгніваних привидів: Вбивство і Заколот: Історія в Батавії» (1966)
2. Майк Деш, «Batavia's Graveyard: Правдива історія божевільного єретика на чолі історії найбільш кровопролитного заколоту» (2002)
3. Тімоті Брук, «Vermeer's Hat: Сімнадцяте століття і Світанок глобального світу» (2008)
4. Ніолл Фергюсон, «Сходження грошей: Фінансова історія світу» (2008)

### Місця та речі, названі на честь VOC і її людей
- Dutch East India Company (VOC): 10649 VOC (карликова планета)
- Віллем Блау: 10652 Блау (карликова планета)
- Віллем Бонтеко: 10654 Bontekoe (карликова планета)
- Хендрік Брауер: Брауер Route
- Карпентье: затоку Карпентарія
- Ян Карстенсзун: гора Карстенз; піраміда Карстенз; льодовик Карстенз
- Ентоні ван Дімен: затока Van Diemen
- Марія ван Димна: Марайа
- Корнеліс Якоб ван де Грааф: Грааф-Рейнет
- Дірк Хартог: острів Дірк Хартог; Hartog Plate
- Уіебб Хейс: фортУіебб Хейс
- Фредерік де Хоутман: Houtman Аброльос, 10650 Houtman (карликова планета)
- Генрі Хадсон: Гудзон; долина Hudson
- Пітер Наітс: Nuyts Архіпелаг; Nuytsia
- Франциско Пелсаерт: Pelsaert острів; Pelsaert Group
- Петрус Плансіус: Planciusdalen; Planciusbukta; 10648 Plancius (карликова планета)
- Ян ван Riebeeck: Riebeeckstad; Рібек-Kasteel; Riebeeckosaurus
- Джоост Шаута: Схоутен Island
- Симон ван дер Стел: Simonstad (місто Симона); Штелленбош; університет Стелленбош
- Хендрік Суелленгребел: Swellendam
- Абель Тасман: Тасманія; Тасманового моря; Тасманійський диявол
- Маартен Геррітцз Фріз: Пролив Фріза
- Ніколас Вітсен: 10653 Witsen (карликова планета)

### Важливі об'єкти спадщини VOC
- Нідерланди: Амстердам (Oost-Indisch Huis); Зандам
- Індонезія: Ява (Jakarta)
- Південна Африка: Кейптаун (Castle of Good Hope)
- Тайвань: Тайнань (Fort Zeelandia)
- Японія: Нагасакі (Hirado & Dejima)
- Малайзія: Малакка (Christ Church & Stadthuys)
- Австралія: Західна Австралія (Dirk Hartog Island & Houtman Abrolhos)

### Населені місця, утворені учасниками VOC
Населені місця (в тому числі міста, селища, села), заснована людьми, Голландської Ост-Індійської компанії (VOC).
- Тайнань, найстаріший міський район в Тайвані
- Кейптаун, найстаріший міський район в Південній Африці і один з перших постійних європейських поселень в країнах Африки на південь від Сахари
- Стелленбош, другий найстаріший міський район (місто) в Південній Африці
- Свеллендам, третій найстаріший міський район (місто) в Південній Африці
- Грааф-Рейнет, четвертий найстаріший міський район (місто) в Південній Африці
- Саймонстаун (місто Симона), місто недалеко від Кейптауна, Південна Африка
- Голландський Маврикій, перше постійне людське поселення в Маврикії

Вчені VOC
Деякі відомі вчені VOC, включаючи Чарльза Ральфа Боксера, Леонардо Бласса, Фемме Гаастра, Гюнтера Шільдера, Оскара Гельдерблома, Джооста Йонкера і Ома Пракаша.
Архіви і записи VOC
Операції VOC (торгові пости і колонії) охоплювали не тільки спеції, каву, чай, текстиль, порцеляну і шовк, а й документи. Дані про політичні, економічні, культурні, релігійні та соціальні умови, розкиданих по величезній території, що циркулює між установами, адміністративним центром торгівлі в Батавії (сучасна Джакарта), а також радою директорів в голландської республіці. Записи VOC включені в пам'ять ЮНЕСКО Всесвітнього регістра.

### Відомі кораблі VOC
- Амстердам
- Арнем
- Батавия
- Гульден Зепайєрт («Золотий коник»)
- Холланд
- Клейн Амстердам («Маленький Амстердам»)
- Маврикій
- Мейрмін («Русалка»)
- Оліфант («слон»)
- Перо («Перак», малайська для «срібла»)
- Прінс Вілльєм («Принц Вільям») (R)
- Ріддершчап ван Холланд («Лицарство Голландії»)
- Тексель
- Утрехт
- Вергульде Драйєк («Позолочений Дракон»)
- Віанен
- Влієгенде Холландер («Летючий голландець»)
- Влієгенде Свон («Летючий лебідь»)
- Вальвішч («Кіт»)
- Вапен ван Хорн («Кронштейни Хорн»)
- Везель («Ласка»)

### Інші торговельні компанії Віку вітрил
- Британська Ост-Індійська компанія, заснована в 1600 році
- Датська Ост-Індійська компанія, заснована в 1616 році
- Датська Вест-Індійська компанія, заснована 1671 року
- Голландська Вест-Індійська компанія, заснована в 1621 році
- Португальська Ост-Індійська компанія, заснована в 1628 році
- Французька Ост-Індійська компанія, заснована 1664 року
- Шведська Ост-Індійська компанія, заснована в 1731 році
- Емден компанія, заснована у 1751 році
- Шведська Вест-Індійська компанія, заснована в 1786 році
- Австрійська Ост-Індійська компанія, заснована в 1775 роціКорабель Амстердам Голландської Ост-Індійської компанії, сучасна реконструкція

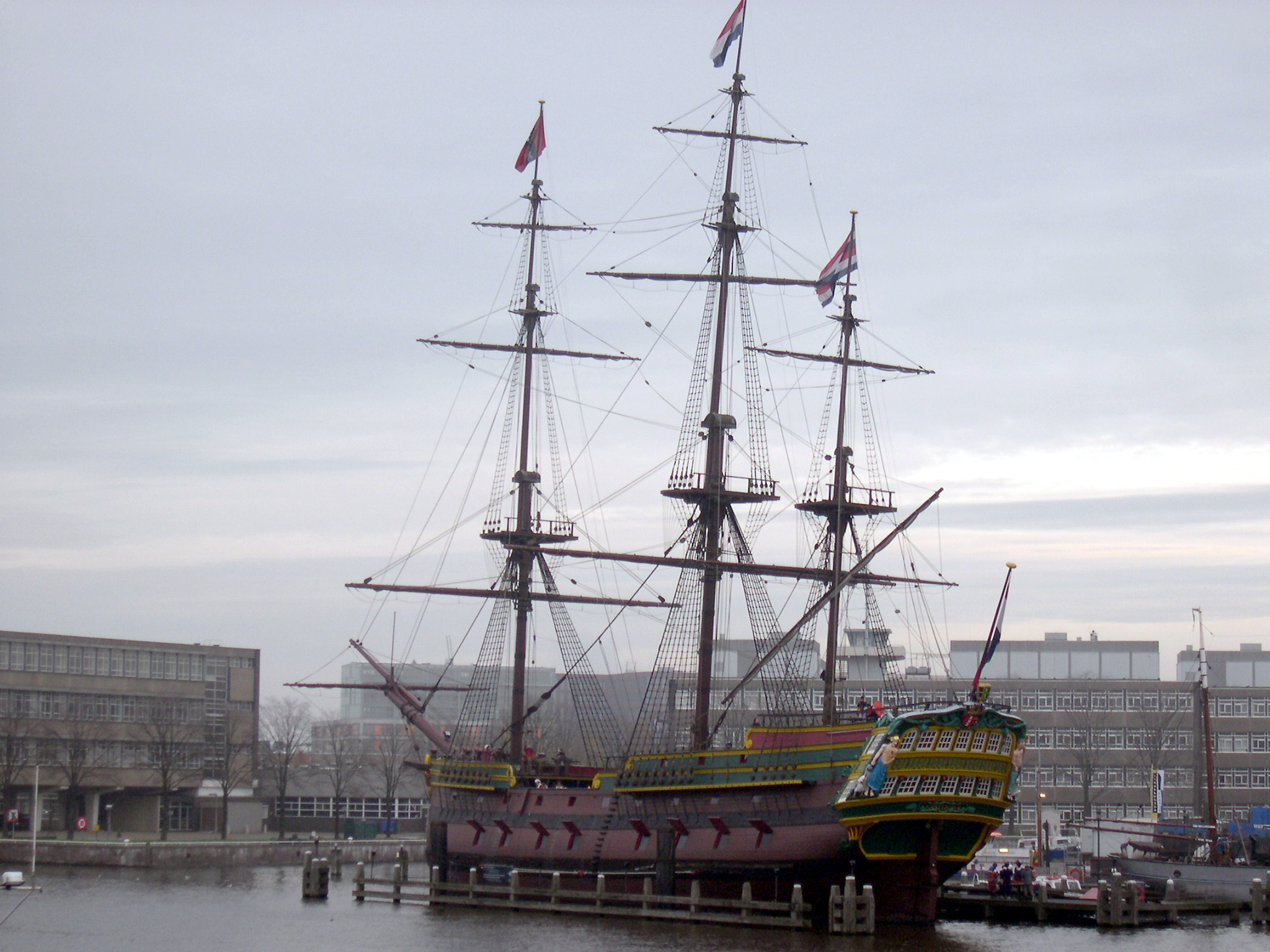
Корабель Амстердам Голландської Ост-Індійської компанії, сучасна реконструкція